# Noiembrie 2016
Acest articol este generat integral pe baza informațiilor din articolul 2016 și este actualizat periodic de un robot.
 Editările făcute în articol vor fi șterse la următoarea actualizare! Dacă doriți să faceți modificări, editați articolul-sursă.

ianuarie -
februarie -
martie -
aprilie -
mai -
iunie -
iulie -
august -
septembrie -
octombrie -
noiembrie -
decembrie
Noiembrie 2016 a fost a unsprezecea lună a anului și a început într-o zi de marți.

## Evenimente
- 5 noiembrie: Are loc cel mai grav accident rutier produs pe Autostrada Soarelui, care a implicat 20 de mașini și s-a soldat cu 4 morți și peste 50 de răniți.[1]
- 6 noiembrie: S-a anunțat descoperirea de către arheologi prahoveni în comuna Ariceștii Rahtivani a unui mormânt vechi de peste 5.000 de ani constituit sub forma unei gropi colective în care se află scheletele a patru indivizi.
- 8 noiembrie: Au loc alegeri prezidențiale în Statele Unite ale Americii. Cu toate că a pierdut la un scor strâns la votul popular, Donald Trump, candidatul republican, câștigă alegerile învingând-o pe Hillary Clinton, candidatul democrat. Este a cincea oară în istoria Statelor Unite când candidatul câștigător pierde votul popular; ultima astfel de înfrângere a avut loc în 2000.[2]
- 13 noiembrie: Igor Dodon (Partidul Socialiștilor) este ales președinte al Republicii Moldova cu 52,18% din voturile exprimate, la cel de-al doilea tur de scrutin al alegerilor prezidențiale, în timp ce candidata proeuropeană Maia Sandu (Partidul Acțiune și Solidaritate) a reușit să obțină 47,82% din sufragii.
- 28 noiembrie: Aeronava British Aerospace BA-146 (zborul 2933) a companiei aeriene boliviene LaMia (Línea Aérea Mérida Internacional de Aviación), la bordul căreia se aflau 77 de persoane - 9 membri ai echipajului și 68 de pasageri, inclusiv 22 de jucători ai echipei de fotbal braziliene Chapecoense, s-a prăbușit într-o zonă muntoasă în timp ce se apropia de aeroportul din Medellín. 6 supraviețuitori.

## Decese
- 2 noiembrie: Marțian Niciu, 89 ani, profesor universitar român (n. 1927)
- 4 noiembrie: Santi Duangsawang, 48 ani, actor și cântăreț thailandez (n. 1968)
- 7 noiembrie: Leonard Cohen, 82 ani, cântăreț, poet și romancier canadian de etnie evreiască (n. 1934)
- 7 noiembrie: Valentin Hossu-Longin, 77 ani, jurnalist și prozator român (n. 1939)
- 7 noiembrie: Corneliu Turianu, 76 ani, jurist român (n. 1940)
- 9 noiembrie: Marius Popp, 81 ani, compozitor și pianist de jazz autodidact din România (n. 1935)
- 10 noiembrie: Nikola Korabov, 87 ani, regizor de film, scenarist și actor bulgar (n. 1928)
- 11 noiembrie: Leonid Keldîș, 85 ani, fizician rus (n. 1931)
- 11 noiembrie: Simion Toma, 80 ani, academician din R. Moldova (n. 1936)
- 11 noiembrie: Robert Vaughn, 83 ani, actor american (n. 1932)
- 12 noiembrie: Paul Verges, 91 ani, om politic francez, membru al Parlamentului European (2004-2009), (n. 1925)
- 13 noiembrie: Enzo Maiorca, 85 ani, scufundător în apnee (scufundare liberă) italian (n. 1931)
- 15 noiembrie: Sixto Durán Ballén, 95 ani, al 37-lea președinte al statului Ecuador (1992-1994), (n. 1921)
- 16 noiembrie: Melvin Laird, 94 ani,  politician, scriitor și om de stat american (n. 1922)
- 16 noiembrie: Daniel Claudiu Prodan, 44 ani, fotbalist român (n. 1972)
- 17 noiembrie: Whitney Smith, 76 ani, vexilolog important american (n. 1940)
- 18 noiembrie: Denton Cooley, 96 ani, medic chirurg american, cardiolog (n. 1920)
- 20 noiembrie: Konstantinos Stefanopoulos, 90 ani, președinte al Greciei (1995-2005), (n. 1926)
- 20 noiembrie: William Trevor, 88 ani, scriitor irlandez (n. 1928)
- 21 noiembrie: Arnaldo Mauri, 83 ani, economist italian (n. 1932)
- 25 noiembrie: Fidel Castro (Fidel Alejandro Castro Ruz), 90 ani, lider revoluționar cubanez, a condus Cuba ca prim-ministru (1959-1976) și președinte (1976-2008), (n. 1926)
- 25 noiembrie: Lorin Fortuna, 68 ani, președintele Frontului Democratic Român și unul din liderii revoluționari din Timișoara (n. 1948)
- 26 noiembrie: Miriam Eșkol, 87 ani, soția prim-ministrului israelian Levi Eșkol (n. 1929)
- 28 noiembrie: Paul Guers, 88 ani, actor francez de teatru, cinema și televiziune (n. 1927)
- 29 noiembrie: Bernard G. Harvey, 97 ani, chimist britanico–american (n. 1919)
- 30 noiembrie: Frane Selak, 87 ani, profesor de muzică din Croația (n. 1929)
- 30 noiembrie: Lionel Stoleru, 79 ani, politician francez (n. 1937)